# Divana diva
Divana diva is een vlinder uit de familie Castniidae. De wetenschappelijke naam van de soort is, als Castnia diva, in 1870 door Arthur Gardiner Butler gepubliceerd.
De soort komt voor in het Neotropisch gebied.

## Ondersoorten
- Divana diva diva (Nicaragua)
- Divana diva chiriquiensis (Strand, 1913) (Panama)
  - = Castnia chiriquiensis Strand, 1913
  - = Castnia diva f. maculifera Strand, 1913
- Divana diva hoppi (Hering, 1923) (Colombia)
  - = Castnia hoppi Hering, 1923
- Divana diva tricolor (R. Felder, 1874) (Colombia)
  - = Castnia tricolor R. Felder, 1874
  - = Castnia tricolor Butler, 1870 nomen nudum